# Liste der Stolpersteine in Kerken
Die Liste der Stolpersteine in Kerken enthält alle Stolpersteine, die im Rahmen des gleichnamigen Projekts von Gunter Demnig in Kerken verlegt wurden. Mit ihnen soll an Opfer des Nationalsozialismus erinnert werden, die in Kerken lebten und wirkten.

## Verlegte Stolpersteine
- Karte mit allen Koordinaten:
- OSM |
- WikiMap

| Adresse          | Verlege- datum | Person, Inschrift | Bild | Anmerkung |
| ---------------- | -------------- | --- | ---- | --- |
| Hochstraße 35 ·  | 15. Juni 2012  | Hier wohnte Ludwig Mendel Jg. 1874 Deportiert 1942 Auschwitz ermordet Sept. 1942                                                                |      | Ludwig Mendel wurde im Jahr 1878 in Krefeld geboren. Er heiratete Adele Meyer (* 1879), aus der Ehe gingen vier Söhne hervor: Erich (* 1907), Arthur (* 1900), Otto (* 1904) und Karl (*12.01.1902). Ludwig wurde wohl nach Auschwitz deportiert, er soll dort im September 1942 ermordet worden sein. |
| Hochstraße 35 ·  | 15. Juni 2012  | Hier wohnte Erich Mendel Jg. 1907 Flucht Belgien Interniert Mechelen Deportiert 1943 Auschwitz ermordet Sept. 1942                              |      | Erich Mendel wurde am 23.08.1907 als Sohn von Ludwig Mendel (* 1878) und Adele Mendel, geb. Meyer (* 1879) in Aldekerk geboren, er hatte drei Brüder: Arthur (* 1900), Karl (*12.01.1902) und Otto (* 1904). Nach der Flucht nach Belgien wurde er in Mechelen interniert, am 11.08.1942 mit dem Transport II von Caserne Dossin (Deportationsnummer 661) nach Auschwitz deportiert, wo er am 25.09.1942 ermordet wurde. |
| Hochstraße 35 ·  | 15. Juni 2012  | Hier wohnte Adele Mendel geb. Maier Jg. 1875 Deportiert 1942 Schicksal unbekannt                                                                |      | Adele Meyer (oder Meier) wurde am 18.04.1875 in Krefeld geboren. Sie heiratete Ludwig Mendel (* 1878), aus der Ehe gingen vier Söhne hervor: Erich (* 1907), Arthur (* 1900), Otto (* 1904) und Karl (*12.01.1902). Adele wurde am 25.07.1942 über Düsseldorf mit dem Transport VII/2 Br663 ins Ghetto Theresienstadt verbracht, von dort aus am 26.09.1942 nach Treblinka deportiert, wo sie ermordet wurde. |
| Hochstraße 35 ·  | 15. Juni 2012  | Hier wohnte Arthur Mendel Jg. 1900 Flucht 1938 China überlebt                                                                                   |      | Arthur Mendel wurde im Jahr 1900 als ältester Sohn von Ludwig Mendel (* 1878) und Adele Mendel, geb. Meyer (* 1879) geboren. Er hatte drei Brüder: Karl (*12.01.1902), Arthur (* 1900) und Otto (* 1904). Im Jahr 1938 floh er vor den Nationalsozialisten nach Shanghai/China, wo er zehn Jahre lebte. Danach übersiedelte er in die USA, wo er 1982 verstarb. |
| Hochstraße 35 ·  | 15. Juni 2012  | Hier wohnte Karl Mendel Jg. 1902 Verhaftet Ermordet in Buchenwald                                                                               |      | Karl Mendel wurde am 12.01.1902 als Sohn von Ludwig Mendel (* 1878) und Adele Mendel, geb. Meyer (* 1879) in Aldekerk geboren, er hatte drei Brüder: Arthur (* 1900), Arthur (* 1900) und Otto (* 1904). Karl heiratet Paula Jülich (*31.03.1901), aus der Ehe gingen zwei Kinder hervor: Vera (*18.04.1929) und Richard (*12.02.1931). Karl, Paula, Vera und Richard emigrierten nach Belgien, Karl wurde vom 10.–15.05.1940 war er im Lager Saint Cyprien interniert. Am 10.10.1942 wurde er ab Mechelen nach Auschwitz verbracht, am 10.02.1945 weiter nach Buchenwald deportiert und dort umgebracht. |
| Hochstraße 35 ·  | 15. Juni 2012  | Hier wohnte Otto Mendel Jg. 1904 Verhaftet 1938 Oranienburg Flucht 1938 Kuba überlebt                                                           |      | Otto Mendel im Jahr 1904 als Sohn von Ludwig Mendel (* 1878) und Adele Mendel, geb. Meyer (* 1879) geboren, er hatte drei Brüder: (* 1900), Arthur (* 1900) und Karl (*12.01.1902). Otto wurde im Jahr 1938 verhaftet und nach Oranienburg deportiert, wo ihm die Flucht gelang – er konnte nach Kuba fliehen. |
| Hochstraße 112 · | 26. Jan. 2025  | Hier wohnte Wilhelm Bosseljoon JG.1866 Eingewiesen 26.1.1936 Heilanstalt Bedburg-Hau 'Verlegt' 6.3.1940 Grafeneck Ermordet 7.3.1940 'Aktion T4' |      | Wilhelm Booseljoon lebte in Aldekerk und wurde im Januar 1936, nachdem er laut Krankenakte zu einer Bedrohung für sein Umfeld geworden war, in die Provinzial-Heil- und Pflegeanstalt Bedburg-Hau eingeliefert. Dort verbrachte er 4 Jahre bis zum März 1940. Die Absicht der Nazis, die Anstalt in ein Lazarett umzuwandeln, erforderte die Räumung der Einrichtung. Fast 2.000 kranke und behinderte Menschen wurden zur Vergasung in die Vernichtungsanstalt Grafeneck in Baden-Württemberg überführt. Unter ihnen war auch Wilhelm Bosseljoon, der bereits einen Tag nach seiner Ankunft in einer Gaskammer ermordet wurde. |
| Hochstraße 139 · | 15. Juni 2012  | Hier wohnte Felix Gerson Jg. 1890 Flucht 1938 Belgien Interniert Mechelen Deportiert 1942 Auschwitz Ermordet Okt. 1942                          |      | Felix Gerson wurde am 27.08.1890 in Aldekerk geboren. Er heiratete Johanna Anna Kaufmann, drei Kinder (Ingeborg, Helga und Hans Josef) sind bekannt. Weihnachten 1938 flieht die gesamte Familie Gerson zu Annas Bruder Karl Leyser Kaufmann ins belgische Elen. Nach dem Einmarsch der deutschen Wehrmacht in Belgien flieht die ganze Familie nach Südfrankreich. Hier wurden sie von den französischen Behörden im Camp de Gurs interniert. Die Familie Gerson zog zurück in ein Nachbardorf von Elen (in Belgien). Von dort aus wurde die gesamte Familie Gerson (mit dem letzten Transport aus Belgien) ins KZ Auschwitz deportiert, wo alle ermordet wurden. |
| Hochstraße 139 · | 15. Juni 2012  | Hier wohnte Anna Gerson Geb. Kaufmann Alter Unbekannt Flucht 1938 Belgien Interniert Mechelen Deportiert 1942 Auschwitz Ermordet Okt. 1942      |      | Johanna Anna Kaufmann wurde am 10.08.1897 als Tochter von Benjamin Kaufmann und seiner Ehefrau Johanna Kaufmann, geb. Frank in Neukirchen-Vluyn geboren, ein Bruder (Karl Leyser) ist bekannt. Anna heiratete Felix Gerson, drei Kinder (Ingeborg, Helga und Hans Josef) sind bekannt. Weihnachten 1938 flieht die gesamte Familie Gerson zu Annas Bruder Karl Leyser Kaufmann ins belgische Elen. Nach dem Einmarsch der deutschen Wehrmacht in Belgien flieht die ganze Familie nach Südfrankreich. Hier wurden sie von den französischen Behörden im Camp de Gurs interniert. Die Familie Gerson zog zurück in ein Nachbardorf von Elen (in Belgien). Von dort aus wurde die gesamte Familie Gerson (mit dem letzten Transport aus Belgien) ins KZ Auschwitz deportiert, wo alle ermordet wurden. |
| Hochstraße 139 · | 15. Juni 2012  | Hier wohnte Ingeborg Gerson Jg. 1924 Flucht 1938 Belgien Interniert Mechelen Deportiert 1942 Auschwitz Ermordet Okt. 1942                       |      | Ingeborg Gerson wurde am 10.07.1924 als Tochter von Felix Gerson und seiner Ehefrau Johanna Anna Gerson, geb. Kaufmann in Aldekerk geboren, zwei Geschwister (Helga und Hans Josef) sind bekannt. Weihnachten 1938 flieht die gesamte Familie Gerson zu Annas Bruder Karl Leyser Kaufmann ins belgische Elen. Nach dem Einmarsch der deutschen Wehrmacht in Belgien flieht die ganze Familie nach Südfrankreich. Hier wurden sie von den französischen Behörden im Camp de Gurs interniert. Die Familie Gerson zog zurück in ein Nachbardorf von Elen (in Belgien). Von dort aus wurde die gesamte Familie Gerson (mit dem letzten Transport aus Belgien) ins KZ Auschwitz deportiert, wo alle ermordet wurden.                                                                                      |
| Hochstraße 139 · | 15. Juni 2012  | Hier wohnte Helga Gerson Jg. 1927 Flucht 1938 Belgien Interniert Mechelen Deportiert 1942 Auschwitz Ermordet Okt. 1942                          |      | Helga Gerson wurde am 27.04.1927 als Tochter von Felix Gerson und seiner Ehefrau Johanna Anna Gerson, geb. Kaufmann in Aldekerk geboren, zwei Geschwister (Ingeborg und Hans Josef) sind bekannt. Weihnachten 1938 flieht die gesamte Familie Gerson zu Annas Bruder Karl Leyser Kaufmann ins belgische Elen. Nach dem Einmarsch der deutschen Wehrmacht in Belgien flieht die ganze Familie nach Südfrankreich. Hier wurden sie von den französischen Behörden im Camp de Gurs interniert. Die Familie Gerson zog zurück in ein Nachbardorf von Elen (in Belgien). Von dort aus wurde die gesamte Familie Gerson (mit dem letzten Transport aus Belgien) ins KZ Auschwitz deportiert, wo alle ermordet wurden.                                                                                      |
| Hochstraße 139 · | 15. Juni 2012  | Hier wohnte Hans Gerson Jg. 1930 Flucht 1938 Belgien Interniert Mechelen Deportiert 1942 Auschwitz Ermordet Okt. 1942                           |      | Hans Josef Gerson wurde am 02.09.1930 als Sohn von Felix Gerson und seiner Ehefrau Johanna Anna Gerson, geb. Kaufmann in Aldekerk geboren, zwei Geschwister (Ingeborg und Helga) sind bekannt. Weihnachten 1938 flieht die gesamte Familie Gerson zu Annas Bruder Karl Leyser Kaufmann ins belgische Elen. Nach dem Einmarsch der deutschen Wehrmacht in Belgien flieht die ganze Familie nach Südfrankreich. Hier wurden sie von den französischen Behörden im Camp de Gurs interniert. Die Familie Gerson zog zurück in ein Nachbardorf von Elen (in Belgien). Von dort aus wurde die gesamte Familie Gerson (mit dem letzten Transport aus Belgien) ins KZ Auschwitz deportiert, wo alle ermordet wurden.                                                                                         |